# 47e division de chars de la Garde
Pour les articles homonymes, voir 47e division.
Ne doit pas être confondu avec 47e division de chars.
La 47e division de chars de la Garde (en russe : 47-я гвардейская танковая дивизия, abrégé en 47 гв. тд, traduisible aussi par 47e division de tanks de la Garde), de son nom complet la 47e division de chars de la Garde « Dniepr inférieur » ordres du Drapeau rouge et de Bogdan Khmelnitski (47-я гвардейская танковая Нижнеднепровская Краснознамённая, ордена Богдана Хмельницкого дивизия), est une grande unité blindée de l'armée de terre soviétique puis russe.
L'unité est formée en octobre 1942, pendant la Seconde Guerre mondiale, en renommant la 154e division de fusiliers (ru) en 47e division de fusiliers de la Garde. Elle sert dans la 8e armée de la Garde à partir de la fin de 1943. À la fin de 1945, la division est convertie en 19e division mécanisée de la Garde dans le cadre du groupement des forces d'occupation soviétiques en Allemagne. Elle est finalement transférée à Hillersleben dans le cadre de la 3e armée de choc (plus tard la 3e armée) et y sert avec le groupement des forces soviétiques en Allemagne pendant le reste de la guerre froide, étant converti en 26e division de chars de la Garde en 1957 et renuméroté afin de restaurer son numéro d'origine en 1965. La division est dissoute en 1997.